# دالاوان
دالاوان یا دلاوران، روستایی است از توابع بخش مرکزی شهرستان پیرانشهر در استان آذربایجان غربی ایران. این روستا در میان ارتفاعات سر‌به‌فلک‌کشیده‌ی کُردستان واقع گردیده است و از لحاظ اعتدال و سلامت هوا کم‌نظیر است.
دالاوان (دلاوان) آبادی‌ای است سرسبز و شاداب از آبادی‌های خوب ربع مسکون زمین است. خاکش خوب، آبش گوارا، هوایش سازگار، فضایش صاف و بی‌غبار، و ساکنانش علی‌العموم تندرست و نیکو‌رویند.
شاعری دو بیت به کُردی در باره هوای دلاوان دارد بدین معنی‌:‌ ای دلاوان آب روشن و گوارایت، هوای صاف و بی‌ گردت، نسیم صبح‌گاهانت، بادهای ملایمت، هرگز فراموش نکنم.

## منشأ نامگذاری (اصل تسمیه)
دلاوان منطقه‌ای که آب آن از دهلیز و دالانهای کوه سرچشمه می گیرد، پسر عموی این اسم دالاهو است که در مناطق کردنشین وجود دارد. 

## وضع طبیعی

### موقعیت جغرافیایی (ریاضی و نسبی‌)
روستای دلاوان شرایط جغرافیایی ۳۶٫۷۴۱۴ عرض شمالی تا ۴۵٫۱۰۳۰ طول شرقی، ۱۷۲۲ متر ارتفاع از سطح دریا را دارا می‌باشد.
این روستا در شمال‌غربی شهر پیرانشهر و فاصله ۵ کیلومتری آن قرار دارد. روستاهای بندره و کله‌کین در قُرب و جَوار دلاوان واقع شده ا‌ند.

### اقلیم
آب و هوای این روستا در زمستان سرد و در تابستان معتدل می‌‌باشد.

## ویژگی‌‌های مردم‌نگاشتی

### جمعیت
مطابق با سرشماری سال ۱۳۹۵، جمعیت این روستا برابر با ۱۸۵ نفر (۳۵ خانوار) بوده‌است.

### زبان و مذهب
اهالی دلاوان از کُردزبانان ایران می‌‌باشند که دارای ملیت ایرانی‌ هستند و به زبان کُردی تکلم می‌نمایند و به دین مبین اسلام عقیدت‌مند بوده و مذهب اهل سنت شافعی دارند.
جمعیت دلاوان از کُردهای مُکری تشکیل شده است. مردم دلاوان زبان کُردی را به گویش 
 مُکریانی صحبت میکنند که گونه‌ای اصیل از سخن گفتن کُردی است و شباهت‌هایی‌ دستوری با گویش مردم بخش‌هایی‌ از استان اربیل و همچنین بخش‌هایی‌ از استان سلیمانیه دارد.

## مکان‌شناسی‌
کۆڵانێ ماچان، تەنگی مێوێ، مەلاودەل، دەستاڕە، تاتی کاران، گەڵی دەڵاوان، بەردی زەرد، کۆختەی بابەحاجی، گۆمە شین، کانیە خوا، بۆزان، بنەوان، سوورەداڵ، چاڵەقووڵان، مێشەی ئاشی، کانی کەما، بنتات، کێلەسپی، دارەئیشک، قەمتەرێ، بەڕۆژ، کەندی شیوەهۆڵێ.